# Хамер, Рике Герд
Рике Герд Хамер (17 мая 1935, Меттман — 2 июля 2017, Саннефьорд) — немецкий врач, деятель альтернативной медицины. С начала 1980-х годов Хамер проповедовал псевдонаучные идеи о психосоматическом характере болезней, прежде всего онкологических, и утверждал, что может лечить рак, выявляя и устраняя эмоциональные конфликты. Развитую им теорию — «Германскую новую медицину» — врачи-онкологи называли не имеющей научного обоснования, опасной и неэтической. 
В 1986 году Хамер был лишён разрешения на занятия врачебной практикой. Несмотря на это, Хамер в течение многих лет открывал «центры новой медицины» в разных европейских странах и брался за излечение тяжелых заболеваний. Он был несколько раз приговорён судами в Германии и Франции к лишению свободы и отбывал тюремные сроки. Известен ряд смертей пациентов, в том числе детей, которых сам Хамер или его последователи лечили в соответствии с методами «Германской новой медицины». В 1995 году Хамер привлёк к себе особое внимание европейских СМИ из-за истории с Оливией Пильхар — больной раком шестилетней девочкой, которую похитили из больницы и вывезли на лечение к Хамеру члены религиозной секты Fiat Lux. Помимо медицинских, Хамер также высказывал антисемитские и конспирологические взгляды. Отец фотомодели Биргит Хамер.

## Биография
Хамер родился в 1935 году в Меттмане, земля Северный Рейн-Вестфалия, изучал медицину и протестантское богословие; в 1962 году по итогам сдачи государственного экзамена получил официальное разрешение на занятия врачебной практикой. В 1963 году защитил докторскую диссертацию по теме «Исследования влияния адаптинола на темновую адаптацию здорового глаза». В 1978 году Хамер переехал в Италию в связи с проблемами в бизнесе: он изобрёл скальпель и электрическую пилу для костей, которые оказались неудачными, и его начали преследовать кредиторы.
В декабре 1978 года скончался сын Рике Хамера, 19-летний Дирк — ранее в этом году он был тяжело ранен в ногу в результате несчастного случая с огнестрельным оружием на яхте. Эта история стала предметом многолетних скандалов и судебных разбирательств европейского уровня, поскольку выстрел сделал принц Виктор Эммануил Савойский; в 1991 году суд снял с принца обвинения в убийстве. Вскоре после смерти сына у самого Рике Хамера был диагностирован рак яичка; в 1981 году Хамер прошёл через хирургическую операцию по удалению яичка. Хамер связал эти события и выстроил собственную теорию этиологии рака, оперируя понятиями «Синдром Дирка Хамера» и «Железное правило рака». В конечном счёте он распространил свои идеи не только на рак, но и на другие болезни, назвав получившуюся концепцию «Германской новой медициной» (нем. Germanische Neue Medizin).
В 1981 году Хамер попытался защитить в Тюбингенском университете диссертацию «Синдром Хамера и железное правило рака», но получил отказ — рецензенты сочли, что диссертация не имеет научного обоснования, а у кандидата недостаточно знаний. В последующие годы Хамер создавал в Германии и за её пределами частные практики и предлагал лечение от рака. Он уже в это время завоевал в Германии популярность среди поклонников альтернативной медицины; в 1982 году в бременском ток-шоу III nach Neu даже устроили его дебаты с онкологом Эрнстом Кроковски — Хамер держался настолько уверенно, а модератор дискуссии Удо Кёльш был настолько наивен, что Хамер в этом споре выглядел победителем.
В 1986 году окружная администрация Кобленца лишила Хамера разрешения на занятия врачебной практикой; иск, поданный Хамером по этому поводу, был отклонён судом по административным делам Кобленца 8 апреля 1986 года. Хамер позже пытался опротестовать это решение в судебном порядке, но его иски были отклонены 3 июля 1989 года тем же судом по административным делам Кобленца и 21 декабря 1990 года Высшим судом по административным делам земли Рейнланд-Пфальц. 12 января 1993 года гессенское экзаменационное ведомство отказалось восстановить разрешение по заявлению Хамера, ссылаясь на предыдущие решения судов, и ещё раз отклонило возражение Хамера на этот отказ 13 июля 1996 года, на этот раз уже в контексте скандальной истории с Оливией Пильхар. В 1990 году Хамер открыл в Бургау (Австрия) «Центр новой медицины», который был закрыт австрийскими властями пять лет спустя.

В феврале 1993 года Хамер был приговорён Кёльнским окружным судом к 4 месяцам лишения свободы из-за дела пациента, страдавшего раком кости и в итоге потерявшего ногу; Хамер объяснял суду, что оказывал не лечение рака, а лишь «первую медицинскую помощь», поскольку считал проблемы пациента с ногой лишь следствием перелома. В 1997 году тот же Кёльнский окружной суд приговорил Хамера уже к 1 году и 7 месяцам тюремного заключения за нарушение закона о занятиях медицинской практикой без лицензии или разрешения на медицинскую деятельность (нем. Heilpraktikergesetz): Хамер в 1995 году взялся за лечение троих онкологических больных — 9-летнего ребёнка, 29-летнего мужчины и 59-летней женщины; все они к моменту вынесения приговора умерли. По мнению судьи Вольфганга Хильгерта, Хамер руководствовался не корыстными побуждениями, а искренней верой в действенность своей «Новой медицины»; это не оправдывало того, что он вселял в родителей умершего мальчика ложные надежды, а после смерти пациента «сбежал из дома, как вор». Хамер отбыл один год заключения в тюрьме JVA Köln.
В начале 2000-х годов Хамер несколько лет жил и практиковал в Испании. Во Франции он был осуждён судом за мошенничество и врачебную практику без лицензии — сначала в марте 2000 года к 18 месяцам лишения свободы без права на условно-досрочное освобождение, а затем ещё раз в 2004 году судом в Шамбери к трём годам лишения свободы; иск к Хамеру подавали родственники нескольких больных раком, под влиянием Хамера отказавшихся от традиционного лечения. 9 сентября 2004 года Хамер был экстрадирован из Испании во Францию и отбыл в тюрьме около половины срока.
В 2007 году Хамер перебрался в Норвегию — в Германии и Австрии все ещё действовали ордеры на его арест. Последние годы жизни Хамер прожил в Саннефьорде, где основал фиктивный «Саннефьордский университет» и выпускал книги с названиями в духе «СПИД: болезнь, которой не существует» и «Один против всех». Он до самой смерти пытался получить новое разрешение на занятия врачебной практикой, но получал отказы. В 2016 году немецкое Общество научного изучения паранаук присудило Хамеру сатирическую антипремию «Золотая доска», выдаваемую за вклад в развитие псевдонауки. В 2017 году 83-летний Хамер скончался после инсульта в своем доме в Саннефьорде.

## Германская новая медицина

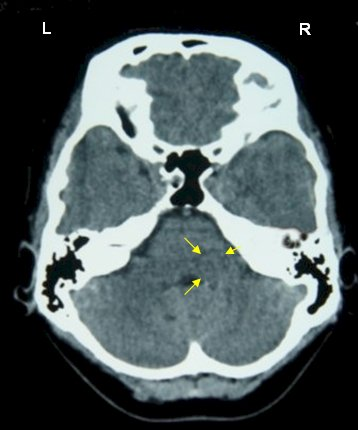
«Хамеровский очаг» (дефект изображения) на томографическом снимке мозга

Хамер разработал свои идеи первоначально применительно к раку («Железное правило рака», нем. eiserne Regel des Krebses): по его мнению, рак вызывают эмоциональные конфликты. Неожиданный, подобный шоку и переполняющий человека эмоциональный конфликт вызывает «Синдром Дирка Хамера», в конечном счёте приводящий к раку или ракоподобному состоянию. Хамер утверждал, что эмоциональные процесс проходят одновременно в мозге и в различных органах тела, онтогенетически связанном с теми или иными участками мозга — это Хамер называл «онтогенетической системой опухолей». По мнению Хамера, в случае разрешения конфликта опухоли должны были быть автоматически разрушены «онтогенетически индуцированной микробной системой», включающей в себя вирусы, бактерии или грибы.
Хамер утверждал, что эмоциональные конфликты отражаются в тканях мозга возникновением «хамеровских очагов» — кольцеобразных структур, будто бы видимых на томографических снимках мозга; по расположению и выраженности «очагов» на снимках мозга Хамер якобы мог определять затронутые органы, первопричинный конфликт и его стадию. Разработанная Хамером теория чрезвычайно сложна и включает в себя взаимодействие разных конфликтов в «идентичных» и «неидентичных» стадиях; особое внимание уделяется преобладающей руке пациента. Хамер использовал при диагностике заболеваний собственную необычную номенклатуру наподобие «абсанс с вовлечением надкостницы» или «язвенная эпилепсия интимы коронарной вены». По утверждению Хамера, традиционная онкология убивает людей вместо того, чтобы лечить — причиной смерти якобы становятся эмоционально травмирующие «диагнозы и прогнозы», и новые эмоциональные конфликты приводят к развитию метастазов. Хамер высказывался против химиотерапии, лучевой терапии, хирургического удаления опухолей, даже использования обезболивающих при раке — лечение сводилось к поиску эмоционального конфликта, лежащего в основе заболевания; после его разрешения опухоль должна была пройти сама собой. Если рак у пациента продолжал прогрессировать, это объяснялось недостаточными усилиями больного по разрешению эмоционального конфликта.
В рамках своей теории Хамер сформулировал пять «биологических законов природы» (нем. biologischen Naturgesetze, 5BN):
1. Причиной всех болезней являются психологические шоковые переживания, когда какое-либо событие вступает в противоречие с ценностями, опытом или установками человека.
2. В фазе выздоровления органы восстанавливаются сами собой, если осознан и разрешен вызвавший заболевание психологический конфликт.
3. Разные ткани принадлежат к одному из трёх «зародышевых листков Хамера», что объясняет, почему один и тот же конфликт вызывает различные симптомы в разных тканях.
4. Все инфекции являются психосоматическими. По мнению Хамера, никакие микроорганизмы не являются патогенами — это «помощники в лечении» (нем. Heilungshelfer), появляющиеся на этапе регенерации. Вирусы — это якобы «незавершённые молекулярные и аминокислотные соединения», которые встраиваются в клетки в фазе заживления.
5. Болезни — это «целесообразные биологические специальные программы» (нем. Sinnvolle Biologische Sonderprogramme), запускаемые самим организмом в качестве положительной реакции на шоковые переживания. Современный человек, живущий в неестественных, ненатуральных условиях, не может осознать их полезность.

Хамер утверждал, что сам проверил и доказал правоту своих пяти законов; покойный сын Дирк якобы являлся ему во сне и подтверждал открытия. На сайтах Хамера и его последователей размещены «результаты независимых проверок» (нем. Verifikationen) — коротких документов с подписями неких людей с докторскими степенями или печатями различных учреждений и организаций, например, компании Siemens или «окружной администрации Тульна», зачастую с заявлением о намерениях провести некую проверку в будущем. Один из таких документов представляет собой запрос в деканат Дюссельдорфского университета с утверждением о том, что соответствующая документация будет направлена университету позже. Другое подтверждение было будто бы сделано тремя представителями Трнавского университета в Словакии, хотя и не подкреплено какими-то публикациями или данными.
Среди необычных медицинских идей Хамера были и такие: кариес у немецких детей вызывается «затруднением прикуса» (нем. Beisshemmung), в свою очередь, вызванного травлей со стороны одноклассников-иностранцев; СПИД является аллергией на смегму, и евреи им не болеют, так как обязательно проходят обрезание. Хамер отрицал существование ВИЧ, утверждал, что «ВИЧ — это обычная аллергия» и «лечение от мнимого вируса убило миллионы людей во всём мире» и уже в свои годы в жизни в Норвегии направлял главному окружному врачу открытое письмо с требованием доказать, что вирус ВИЧ существует. Он брался в том числе и за лечение 11-месячной ВИЧ-положительной девочки Мириэль, госпитализированной в больницу Граца против воли ВИЧ-положительных родителей; по заявлению Хамера, «Я бы вообще не стал лечить Мюриэль, потому что ВИЧ — это всего лишь аллергия».

## Критика и жертвы
Утверждения Хамера не были подтверждены какими-либо статьями в рецензируемых медицинских журналах; в международной базе данных PubMed отсутствует информация об исследованиях, подтверждающих «революционные» открытия Хамера. «Очаги» на томографических снимках, по которым Хамер пытался ставить диагнозы, являются типичными для снимков низкого качества артефактами изображения. Швейцарская онкологическая лига в 2001 году называла методы Хамера «опасными, убаюкивающими пациентов и внушающими им ложное чувство безопасности». Немецкое онкологическое общество называло «Германскую новую медицину» теорией, «основанной на собственной биографии и снах Хамера и не имеющей научного или эмпирического обоснования». Практику Хамера применительно к онкологическим заболеваниям Немецкое онкологическое общество характеризовало как опасную и неэтическую, поскольку пациенты  с излечимыми заболеваниями, отказываясь от настоящего лечения, теряли шанс на выздоровление, а пациенты с неизлечимыми, нуждающиеся в паллиативной помощи — возможность продления жизни и даже контроля болевых симптомов, поскольку Хамер считал боль необходимым и нормальным элементом выздоровления.
Der Spiegel описывал произошедшую в 1989 году в Гамбурге историю с 18-летним студентом, страдавшим от болей в колене — у него был обнаружен рак кости. Дядя посоветовал пациенту обратиться к «чудо-целителю» Хамеру, который наложит на больную ногу гипс и пообещал студенту полное выздоровление в течение шести недель. Этого не произошло — боль становилась всё сильнее; пациент выжил, но ему ампутировали ногу. В 1995 году в разгар скандала с Оливией Пильхар Врачебная палата Штирии сообщала о 40 умерших пациентах в связи с хамеровским «Центром новой медицины» в Бургау. Журнал Der Spiegel в то же время сообщал, что из 50 онкобольных, которых лечил Хамер, выжили только 7. Список «жертв Германской новой медицины» составленный в 2008 году блогером Арибертом Декерсом на сайте ariplex.com, включал 149 записей об умерших пациентах. Помимо истории с Пильхар, огласку получил случай с 25-летним Сёреном В. — у него в 2002 году диагностировали рак яичек, но больной, доверяя Хамеру, отказался от обычного лечения и умер год спустя. В 2010 году умерла от рака 12-летняя Сюзанна из Германии, которую тоже лечили «Германской новой медициной»; за шесть недель до её смерти Хамер объявил, что девочка «практически здорова». В 2015 году в немецкой прессе обсуждалась смерть четырёхлетней Сигильд Б., умершей в 2009 году от полиорганной недостаточности — её родители, неоязычники-фёлькише, под влиянием идей Хамера отказывались давать страдавшей сахарным диабетом дочери инсулин.

## Дело Оливии Пильхар
В 1995 году фигура Хамера привлекла особый интерес немецкой и австрийской прессы в связи с делом Оливии Пильхар — шестилетней девочки, у которой в мае этого года была диагностирована нефробластома. Врач, поставивший диагноз, направил Оливию в детскую больницу Святой Анны в Вене, но родители Оливии также обратились к Хамеру, которого им посоветовали в венском магазине эзотерической литературы Rydl.
Хотя родители Оливии отказались от химиотерапии, благодаря журналисту Бенгту Пфлюгхаупту история попала на телевидение и в газеты; больница Святой Анны, уже имевшая раньше дело с Хамером и его методами и уже потерявшая четырёх пациентов, отказалась отпустить девочку — на фоне скандала родителей перестали пускать в больницу; Оливии был назначен законный опекун — государственный служащий. Хамер убедил родителей Оливии, что австрийские власти преследуют их и хотят убить Оливию, и что и ему, и семье Пильхаров нужно бежать из Австрии. Четыре члена секты Fiat Lux помогли выкрасть Оливию из больницы и вывезли семью на озеро Кимзе в Баварии; далее семья с Хамером бежала через Швейцарию на Мальту, а потом в Испанию. Хамер оказывал Оливии лечение в соответствии со своими представлениями — например, отправлял семью отдыхать на пляже, тогда как опухоль продолжала расти и вызывала сильные боли.
Оливия Пильхар была возвращена в Австрию после переговоров властей с родителями девочки спустя два месяца после побега; к этому моменту опухоль в брюшной полости достигла объема 5 литров, и само выживание Оливии было под вопросом — если на момент первой госпитализации в мае 1995 года успех лечения венские клиницисты оценивали в 95 процентов, в июле — в 50 процентов, а в августе — лишь в 10 процентов. Как побег, так и дальнейшее пребывание Оливии в больнице приковывали к себе интерес общественности — ей посвящали статьи и телепередачи, называли «самой знаменитой онкобольной в Европе»; родители Оливии, сохранявшие веру в Хамера, проводили перед больницей демонстрации вместе с другими сторонниками целителя и на короткое время объявляли голодовку. Несмотря на пессимистические прогнозы, Оливия была успешно прооперирована и выздоровела; её родители были приговорены к 8 месяцам лишения свободы каждый за причинение вреда здоровью и похищение несовершеннолетнего из-под законной опеки. Она была всё ещё жива в 2017 году. Несмотря на всё произошедшее, её отец Хельмут Пильхар остался пылким поклонником Хамера и одним из самых известных проповедников «Германской новой медицины»; он ездил по Австрии с лекциями и организовывал онлайн-семинары.

## Антисемитизм и теории заговора
Хамер на протяжении многих лет высказывал антисемитские идеи, направленные против евреев, которые, по его мнению, контролируют официальную медицину. Он называл свою «Германскую новую медицину» «чудесным даром богов» и заявлял, что «вороватые как сороки» евреи желают украсть её и объявить «еврейской новой медициной». Позже Хамер утверждал, что это «похищение» уже произошло и что еврейские врачи «уже 20 лет» лечат своих соплеменников только «Германской новой медициной», и ни один еврей не получает химиотерапию, тогда как неевреев принуждают практиковать «иудейскую религиозную» традиционную медицину с химиотерапией и морфином, от которой 98% больных умирает. Себя Хамер объявлял жертвой гонений со стороны правящих миром «еврейских лож», под влиянием которых учёные, журналисты и судьи ведут «беспрецедентную кампанию по подавлению познания»; он называл применение химиотерапии «химическим холокостом» и считал, что евреи желают умертвить нееврейское население мира, что сделает возможным «мессианское царство евреев». Хамер заявлял, что еврейские врачи под видом химиотерапии вводят в тела пациентов «чипы» с «камерами с ядом», чтобы потом избирательно убивать пациентов через спутник.
Он также выступал против вакцинации, заявляя, что таким образом людей также «чипируют». В частности, в интервью журналу News в 2010 году Хамер утверждал, что массовая вакцинация против пандемии гриппа H1N1 была злокозненной и также связанной с чипированием — «при каждой вакцинации в тело пациента вводили микрочип, остающийся в кровотоке на всю жизнь». По его мнению, эта технология была разработана «спецслужбами», и целью «чипирования» было «уничтожение населения мира». В интервью итальянскому телевидению в 2006 году Хамер заявлял, что не верит в Холокост «по крайней мере, в том виде, в каком нам о нём рассказывают», отрицает то, что человек был на Луне и то, что башни-близнецы были взорваны арабами.

## Наследие
Даже после смерти Хамера в Германии и Австрии действует множество его последователей; по утверждению сторонников «Германской новой медицины», их число превышало 100 тысяч. Немецкое издание Vice обнаружило несколько крупных групп в Facebook, посвящённых «Германской новой медицине» – на них было подписано около 10 тысяч пользователей социальной сети. Рейхсбюргер Петер Фицек, объявивший себя «королём новой Германии» и купивший землю в Саксонии для строительства нового общества, был адептом «Германской новой медицины» и намеревался в своей общине применять только её.

## Внешние ссылки
- Martin Sökler. Gutachterliche Stellungnahme für die Deutsche Krebsgesellschaft zur „Germanischen Neuen Medizin (GNM)“, begründet von Dr. med. Ryke Geerd Hamer (pdf; 66 kB). krebsgesellschaft-mv.de (2 августа 2006). Дата обращения: 14 августа 2023. Архивировано 5 февраля 2016 года.
- Alma Fatmi. Die ideologischen Hintergründe der Germanischen Neuen Medizin // Rassismus im neuen Gewand. Herausforderungen im Kommunikationszeitalter 4.0. — München : Hrsg. von Udo Schuster., 2017. — P. 81–112.
- Schweizerische Studiengruppe für Komplementäre und Alternative Methoden bei Krebs (SKAK). Hamers „Neue Medizin“ (pdf; 342 kB). krebsliga.ch (11 июня 2010). Дата обращения: 14 августа 2023. Архивировано 4 февраля 2018 года.
- Christoph Grotepass. Die „Germanische Neue Medizin“ von Ryke Geerd Hamer. Sekten-Info NRW (13 апреля 2016). Дата обращения: 14 августа 2023.